# 100萬個約定之寧安如夢
100萬個約定之寧安如夢是愛奇藝為《寧安如夢》主演團和劇迷所打造的互動團建綜藝。2023年11月15日19:00開播。節目成員為白鹿、張凌赫、王星越、劉些寧、葉晞月、周大為、秦天宇、崔紹陽

## 節目介紹
在團建開始前，一百萬個約定節目組徵集觀眾的心願，並製成5個心願挑戰，讓演員們一一來完成。中途主演們還會抽取心願盲盒，並完成觀眾的心願。

## 節目清單
| 集數 | 播出日期   | 主題                     | 拍攝地點 |
| 1    | 2023-11-15 | 《寧安如夢》現代篇       | 三亞     |
| 2    | 2023-11-16 | 寧安主演團勇闖密室       | 三亞     |
| 3    | 2023-11-21 | 100萬個約定之寧安如夢    | 三亞     |
| 4    | 2023-11-26 | 白鹿張凌赫組復仇者聯盟   | 三亞     |
| 5    | 2023-11-27 | 寧危方言還原"苦果"名場面 | 三亞     |
| 6    | 2023-11-28 | 白鹿張凌赫反串飆戲       | 三亞     |